# Ben Vereen
Benjamin Augustus "Ben" Vereen, ursprungligen Benjamin Augustus Middleton, född 10 oktober 1946 i Laurinburg, North Carolina, är en amerikansk dansare och skådespelare.
För svensk TV-publik är han mest känd för sin roll som Chicken George i TV-serien Rötter.

## Uppväxt
Vereen föddes i Laurinburg, North Carolina, men växte upp i Brooklyn i New York.  